# Ivan Dixon
Ivan Dixon (New York, 6 aprile 1931 – Charlotte, 16 marzo 2008) è stato un attore, produttore cinematografico e regista statunitense.

## Biografia
Raggiunse il successo negli anni sessanta per il suo ruolo nella serie Gli eroi di Hogan, per l'episodio The Final War of Olly Winter della serie antologica CBS Playhouse (1967). Regista di centinaia di episodi di varie serie televisive, fu anche attivista del Movimento per i diritti civili degli afroamericani statunitense e, per quattro anni presidente del movimento "Negro Actors for Action".

### Gli eroi di Hogan
Il suo ruolo più famoso fu il sergente James (Ivan) "Kinch" Kinchloe, prigioniero di guerra nella serie televisiva statunitense Gli eroi di Hogan. "Kinch", specialista in comunicazioni, era il secondo in comando del gruppo del Colonnello Robert Hogan (interpretato da Bob Crane). Dixon, che interpretò il ruolo di Kinchloe dal 1965 al 1970, per 145 episodi, fu l'unico protagonista del cast originale che non rimase per tutte le stagioni e lasciò anticipatamente la serie perché «sentiva che il suo talento non era pienamente sfruttato». Nell'ultima stagione, Kenneth Washington prese il posto di Dixon nel gruppo dei prigionieri, e la serie terminò nel 1971.

## Filmografia parziale

### Cinema
- Qualcosa che vale (Something of Value), regia di Richard Brooks (1957)
- Porgy and Bess, regia di Otto Preminger (1959)
- Un grappolo di sole (A Raisin in the Sun), regia di Daniel Petrie (1961)
- Battaglia sulla spiaggia insanguinata (Battle at Bloody Beach), regia di Herbert Coleman (1961)
- Spionaggio a Washington (To Trap a Spy), regia di Don Medford (1964)
- Nothing but a Man, regia di Michael Roemer (1964)
- Incontro al Central Park (A Patch of Blue), regia di Guy Green (1965)
- Dov'è Jack? (Where's Jack?), regia di James Clavell (1969)
- Supponiamo che dichiarino la guerra e nessuno ci vada (Suppose They Gave a War and Nobody Came?), regia di Hy Averback (1970)
- Il piccione d'argilla (Clay Pigeon), regia di Lane Slate, Tom Stern (1971)

### Televisione
- Ai confini della realtà (The Twilight Zone) – serie TV, 2 episodi (1960-1964)
- Have Gun - Will Travel – serie TV, episodio 4x21 (1961)
- Follow the Sun – serie TV, episodio 1x09 (1961)
- The New Breed – serie TV, episodi 1x18-1x19 (1962)
- Corruptors (Target: The Corruptors) – serie TV, episodio 1x27 (1962)
- Going My Way – serie TV, episodio 1x25 (1963)
- La grande avventura (The Great Adventure) – serie TV, episodio 1x17 (1964)
- Le spie (I Spy) – serie TV, episodio 1x01 (1965)
- Gli eroi di Hogan (Hogan's Heroes) – serie TV, 141 episodi (1965-1970)
- Squadra speciale anticrimine (The Felony Squad) – serie TV, episodio 2x06 (1967)

## Doppiatori italiani
- Ferruccio Amendola in Incontro al Central Park